# 生殖醫學
生殖醫學（Reproductive medicine）是医学中的分科，進行生育相關疾護的預防、診斷以及治療，其目的是為了維護人們的生殖健康，讓人們依他們選擇的階段生育小孩。生殖醫學是以生殖解剖学、生理学及內分泌學為基礎，再整合分子生物学、生物化学及病理学的相關內容。

## 範圍
生殖醫學的範圍包括性教育、青春期、家庭計劃、生育控制、不孕、生殖系統疾病（包括性傳染病）及性功能障碍。對女性而言，生殖醫學也包括月經、排卵、妊娠及更年期，以及其他會影響生育的婦科疾病。
此領域主要會和生殖內分泌和不育、 性醫學及男科學重疊，也會和婦科學、產科學、泌尿外科、泌尿生殖醫學、醫療內分泌學、小兒內分泌學、遗传学及精神病学的一些領域重疊。

## 方法
評估方式包括：醫學影像、實驗室分析以及生殖手術。治療方式包括協談、藥物（例如生育藥物）、手術及其他方式。體外人工受精已經是治療不孕的主要疗法之一。

## 教育及訓練
生殖醫學專科一般會接受婦產科學的訓練，之後接受生殖內分泌和不育的訓練，或是男科學的訓練。若是在生育控制領域的專科醫師，也可能會接受其他方面的訓練。專科醫師多半會加入相關的專科醫學組織，例如美國生殖醫學學會（ASRM）及歐洲人類生殖與胚胎學學會（ESHRE）。

## 病史
有關生殖醫學或是性醫學的病史或是治療史，病患可能會因為不願意論談論私密問題或是此議題令不安而不願提供。甚至即使人們已經有想過相關的問題，也需要醫師先問到有關性或是生殖健康的問題，病患才會開始談論類似的議題。若醫師和病患有些熟悉，一般會讓病患比較願意談論這些較私密，有關於性的問題，不過對一些人而言，醫師和他們太過熟悉反而會讓他們無法討論此一議題。在因為性或是生育議題而就醫時，多半也需要伴侶一起參與，一般而言也是好的，不過有一份研究指出，這可能會讓病患不願意說出一些事情，也可能會讓壓力變大。

## 文獻
- Lipshultz LI, Khera M, Atwal DT. Urology and the Primary Care Practitioner. Philadelphia: Elsevier, 2008.
- Pfeffer, Naomi. . Feminist perspectives 1. publ. Cambridge: Polity Pr. 1993. ISBN 978-0-7456-1187-7.
- Berek, Jonathan S.; Hacker, Neville F. (编).  2nd ed. Baltimore: Williams & Wilkins. 1994. ISBN 978-0-683-07899-2. 已忽略未知参数|title= (帮助); 缺少或|title=为空 (帮助)